# Cova de Son Granada de Dalt - Es Garbellet
La cova de Son Granada de Dalt-Es Garbellet és una cova artificial prehistòrica d'enterrament de l'edat del bronze, situada a la possessió de Son Granada de Dalt, al lloc anomenat sementer des Garbellet o des Pi Escucullat, al municipi de Llucmajor, Mallorca.
Aquesta cova està excavada en terreny pla. Fou espoliada des d'antic. Té un corredor llarg d'entrada, orientat d'est a oest. La cambra té 7,5 m de llargària per 2,7 m d'amplària i 1,8 m d'alçària.